# Eric Weissling
Eric Weissling (Albuquerque, Nuevo México, 20 de enero de 1988) es un entrenador profesional de Baloncesto de ascendencia mexicana, estadounidense y alemana.

## Carrera profesional
Inició su carrera profesional como asistente de jugador con los San Antonio Spurs de la NBA 2004-2012, mientras estuvo ahí trabajo con jugadores como: Tim Duncan, Manu Ginóbili, Tony Parker, Bruce Bowen y muchos más. Durante estos 7 años formó parte de dos campeonatos de la NBA; el primero en 2004-2005 contra Detroit Pistons y el segundo en 2006-2007 contra los Cleveland Cavaliers.
Cuando terminó su formación en St. Mary's University decide desarrollarse como entrenador y empieza a trabajar en equipos profesionales de ligas afiliadas a la FIBA, Liga Nacional de Baloncesto Profesional LNBP y Circuito de Baloncesto del Pacífico CIBACOPA. En este periodo se desempeñó como desarrollador de jugadores, cazatalentos, análisis de video y entrenamiento para equipos como: Halcones UV Xalapa (2011-2013)con un lapso un intermedio de regreso a los San Antonio Spurs; Pioneros de Los Mochis (2014) como entrenador en jefe en algunos partidos; Halcones Rojos de Veracruz (2014-2016) como entrenador interino de fuerza y acondicionamiento además de cazatalentos; Náuticos de Mazatlán (2015-2018); Garzas de Plata UAEH (2016-2017) que durante este tiempo, se graduó de la Universidad Xavier con una Maestría en Educación de Coaching y Desarrollo del Atleta; Laguneros de La Comarca (2018-2019), Panteras de Aguascalientes (2019) y Venados de Mazatlán (2019-2020).
En 2013 fue entrenador asistente de la Selección Nacional de México 2013 Medallista de Oro FIBA y fungió como coordinador principal de video a encargado de la exploración rumbo al Campeonato FIBA Américas 2013, donde jugaron un papel histórico ganado la medalla de oro, misma que no se obtenía por la Selección Nacional de México desde 1973. También recibieron el “Premio Nacional de Deporte”, medalla de Oro en el Campeonato Centroamericano COCABA.En 2014 regreso a la Selección Nacional como cazatalentos y entrenador asistente para los Juegos Centroamericanos y del Caribe.
En 2016 fue entrenador en jefe de los Náuticos de Mazatlán, durante ese lapso fue el entrenador en jefe más joven en ganar un campeonato en el Liga Profesional de Baloncesto CIBACOPA a los 27 años; ese mismo año Latinbasket.com lo nombraría Entrenador del año; también se corona campeo del Jump 10 World Hoops Challange en Shanghai, China, con la Selección Nacional de Náuticos de México.
Dirigió a Laguneros de La Comarca como entrenador en jefe para la temporada inaugural de este joven equipo profesional de la LNBP en 2018. Fue considerado el entrenador en jefe más joven en liderar la Liga Nacional de la LNBP, rompiendo barreras y récords que pocos han logrado antes, mientras comandaba un equipo de la máxima liga profesional de México a la edad de 30 años. También fue invitado a competir en la pretemporada de la NBA G-League contra los Rio Grande Valley Vipers, con un partido amistoso internacional contra Laguneros. A partir de 2019, el entrenador Weissling tomó la decisión de dejar Laguneros y pasar y liderar una organización más reconocida en Panteras de Aguascalientes para cerrar el final de la temporada 2018-2019 de la LNBP.
En la temporada 2019-2020, el entrenador Weisling trabajó duro para regresar a los Estados Unidos a la NBA y la NBA G League. Antes de centrarse en la aventura en los Estados Unidos, el entrenador Weissling dirigió a un talentoso equipo  Selección Nacional de Venados de México a participar en el World Top Ten Basketball Challenge 2019. El equipo continuaría ese verano para derrotar a los aspirantes al título en Gran Bretaña, China y ambos equipos de Estados Unidos. En el juego por el campeonato, México terminaría quedando corto frente a un talentoso y atlético equipo de Canadá, perdiendo en un apretado juego de tiempo extra y terminando como subcampeón de 2019.
En el otoño de 2019, el entrenador Weissling compitió en la pretemporada de la NBA G-League con un equipo de estrellas colectivo de México compuesto por jugadores de la liga profesional CIBACOPA. El partido se jugó contra los Rio Grande Valley Vipers, actuales campeones de la NBA G-League 2019.
Para comenzar 2020, el entrenador Weisling será nombrado miembro del personal de la selección nacional masculina de México, asumirá el papel de uno de los mejores entrenadores en el clasificatorio FIBA AmeriCup y recibirá un gran honor por la clasificación olímpica. El verano de 2020 se realizará en Split, Croacia. Debido a la propagación y propagación de la pandemia COVID19, las preliminares olímpicas se suspenderán hasta 2021, cuando México competirá con Rusia, Alemania y otros grupos difíciles para competir por las entradas en solitario de Japón para los Juegos Olímpicos de 2021. Además, AmeriCup entra en conflicto con los Estados Unidos.
Puerto Rico también fue suspendido hasta nuevo aviso. Como el entrenador Weislin asume la importante responsabilidad de ayudar a los mejores jugadores mexicanos al más alto nivel internacional, Eric también será designado como el nuevo entrenador en jefe de la Liga Nacional de Vietnam VBA Hanoi Buffalo. Esta temporada de VBA también se pospondrá de primavera a otoño, para que el entrenador Weissling tenga tiempo de comenzar los preparativos, mientras aprende vietnamita conversacional para comunicarse mejor con los jugadores. El entrenador Weisling será uno de los primeros entrenadores profesionales de FIBA con ascendencia y experiencia mexicanas, podrá entrenar en el extranjero y romper barreras para convertirse en el primer entrenador profesional mexicano-estadounidense en firmar en Asia.

## Equipos dirigidos
- 2004-2011 San Antonio Spurs, Asociación Nacional de Baloncesto NBA, Asistente de Jugador y Asistente de Vestuario (CAMPEONES 2005, 2007).
- 2011-2012 Halcones UV Xalapa, Liga Nacional de Baloncesto Profesional, FIBA México, Entrenador Asistente y Jefe de Scouting.
- 2012-2013 Halcones UV Xalapa, Liga Nacional de Baloncesto Profesional, FIBA México, Entrenador Asistente y Jefe de Scouting.
- Selección Nacional de México 2013, Campeonato Centroamericano FIBA COCABA, Entrenador Asistente y Jefe de Scouting (MEDALLA DE ORO).
- Selección Nacional de México 2013, Campeonatos FIBA Américas, Entrenador Asistente y Jefe de Scouting (MEDALLA DE ORO).
- 2014 Pioneros de Los Mochis, CIBACOPA Professional, FIBA México, Entrenador Asistente y Jefe de Scouting.
- Equipo Nacional Mexicano 2014, Juegos Centro-Americanos y del Caribe, Entrenador Asistente y Jefe de Scouting.
- 2014-2015 Halcones Rojos de Veracruz, Liga Nacional de Baloncesto Professional, FIBA México, Entrenador Asistente y Jefe de Scouting.
- 2015 Náuticos de Mazatlán, Profesional CIBACOPA, FIBA México, Entrenador Asistente y Jefe de Scouting.
- 2015-2016 Halcones Rojos de Veracruz, Liga Nacional de Baloncesto Professional, FIBA México, Entrenador Asistente, Jefe de Scouting.
- 2016 Náuticos de Mazatlán, CIBACOPA Professional, FIBA México, Head Coach. (CAMPEONES, ENTRENADOR DEL AÑO).
- Selección Nacional de Náuticos de México 2016, Jump 10 World Hoops Challenge, Shanghai China; Entrenador asistente (CAMPEONES).
- 2016-2017 Garzas de Plata UAEH, Liga Nacional de Baloncesto Professional, FIBA México, Entrenador Asistente y Jefe de Scouting.
- 2017 Náuticos de Mazatlán, CIBACOPA Professional, FIBA México, Head Coach.
- 2018 Náuticos de Mazatlán, CIBACOPA Professional, FIBA México, Head Coach.
- 2018-2019 Laguneros de la Comarca, Liga Nacional de Baloncesto Professional, FIBA México; Entrenador.
- Panteras de Aguascalientes, Liga Nacional de Baloncesto Professional, FIBA México; Entrenador.
- 2019 Venados de Mazatlán, CIBACOPA Professional, FIBA México, Head Coach.
- Selección Nacional de México Venados 2019, Jump 10 World Hoops Challenge, Shanghai China; Entrenador en jefe (MEDALLA DE PLATA)
- Selección Nacional CIBACOPA México 2019, Entrenador en Jefe; Pretemporada de la NBA G-League (vs.Rio Grande Valley Vipers)